# Abctuorium
Abctuorium eller Abgatorium (latin), det första ordet bildat av det latinska och det andra av det grekiska alfabetets tre första bokstäver, är en katolsk kyrkoinvigningsceremoni efter Gregorius den stores ritual. Den inleds med Sakarias lovsång (Luk. 1:68 o. följ.), varefter biskopen med sin stav skriver korsvis (><) det latinska och det grekiska alfabetet i för detta ändamål på mittskeppets golv strödd aska för att därmed antyda, att var och en bör i sitt hjärta inskriva det ord han hört förkunnas i kyrkan.